# Rela Ciulei
Rela Ciulei (n. 29 septembrie 1938, Telești, județul Gorj – d. 23 ianuarie 2022, Brădiceni, județul Gorj) a fost o cunoscută lăutăreasă și chitaristă din Gorj, ce a păstrat un repertoriu și un stil tradițional.

## Biografie
S-a născut în anul 1938 la Telești, județul Gorj într-o familie de muzicanți, tatăl său, Ioniță Țambu, fiind unul dintre cei mai renumiți lăutari din zonă.
În 1950, la vârsta de 12 ani, obține primul premiu la un festival al lăutarilor din Târgu Jiu unde cântă o melodie veche de 60 de ani intitulată „Făcui o prostie și vreau să o mai fac”. Se căsătorește mai târziu cu Nicolae Ciulei, un violonist din Brădiceni, cu taraful căruia începe să concureze cu celelalte vârfuri ale Gorjului: Frații Pițigoi, Taraful Genei Bârsan, Taraful Costică Dindiri și alții.
Din 2005 face parte din Taraful tradițional „Rapsozii Gorjului” al Școlii Populare de Artă, înființat de fratele său, Victor Țambu. Instrumentele la care se cântă sunt specifice județului Gorj (vioara, braciul, chitara și contrabasul).
În 2009 participă la prima ediție a Festivalului Național de Interpretare „Lăutarul”, desfășurat la Drăgășani, județul Vâlcea. Aici taraful este distins cu Marele Premiu, iar Rela Ciulei obține Premiul I la secțiunea soliști vocali. 
În august 2010 participă la primul festival româno-irlandez intitulat „Drumul Lung spre Cimitirul Vesel“, desfășurat la Cimitirul „Vesel” din Săpânța, județul Maramureș, coordonat de Grigore Leșe.
Participă la numeroase ediții ale festivalului „Tarafuri și fanfare”, în 2007 la București, în 2009 în Dumbrava Sibiului, în 2010 la Suceava, în 2013 la București și în 2015 la Sibiu, Târgu Jiu și Craiova.